# Mario Mustafa
Mario Mustafa är en svensk barnskådespelare.
Mario Mustafa gjorde premiär på vita duken när han medverkade i filmen Håkan Bråkan där han spelade Håkans kompis Beiron. Han spelade samma roll i filmen Håkan Bråkan 2 samt i den kommande filmen Håkan Bråkan 003 där han spelar en av huvudrollerna. Han har även spelat en av huvudkaraktärerna, Lasse, i filmen Lasse-Majas detektivbyrå – Maskoten som försvann.

## Filmografi (i urval)
- 2022 – Håkan Bråkan
- 2024 – Håkan Bråkan 2
- 2024 – Lasse-Majas detektivbyrå – Maskoten som försvann
- 2025 – Håkan Bråkan 003